# مطار شرورة المحلي
مطار شرورة المحلي (إياتا: SHW، إيكاو: OESH) هو مطار محلي يبعد عن وسط مدينة شرورة إحدى مدن منطقة نجران جنوب السعودية حوالي 2 كم في الاتجاه الجنوبي، وقد تم تطويرة في العام 1971 حيث كان في بداية افتتاحه عبارة عن مهبط ترابي، وفي عام 1976 تم تطوير الوضع الإنشائي للمدرج وساحة وقوف الطائرات لإيواء طائرات كبيرة الحجم، وفي عام 1988 تم تطوير المطار ليصل إلى شكله الحالي، وتم فصل حركة الطائرات العسكرية عن المطار المدني وزيادة طول مدرج المطار، كماتم إنشاء صالات للسفر والقدوم وكافة المرافق الأخرى المتكاملة للمطار، ويخدم المطار محافظة شرورة والقرى التابعة لها.

## خطوط وشركات الطيران
- الخطوط الجوية العربية السعودية (جدة، الرياض)